# アンジェリカ・ガバルドン
アンジェリカ・ガバルドン・ロアイザ（Angelica Gavaldon Loaiza, 1973年10月3日 - ）は、メキシコの元女子プロテニス選手。アメリカ合衆国・カリフォルニア州エル・セントロ生まれ。1990年と1995年の2度、全豪オープンで女子シングルスのベスト8に入った選手である。シングルス自己最高ランキングは34位。身長160cm、体重54kg。右利き、バックハンド・ストロークは両手打ち。（スペイン語で読むと「アンヘリカ・ガバルドン」になる。）
ガバルドンは8歳からテニスを始め、4大大会初出場だった1990年の全豪オープンでいきなりベスト8に進出した。予選3試合を勝ち抜いたガバルドンは、本戦3回戦でハナ・マンドリコワ、4回戦で第15シードのジジ・フェルナンデスといった実力者たちを撃破し、クラウディア・ポービック（ドイツ）との準々決勝まで進出した。全豪オープン終了後の2月19日にプロ転向。ウィンブルドンで初出場から3回戦に進出した後、ガバルドンは女子テニス国別対抗戦・フェドカップのメキシコ代表選手に選ばれた。
それから5年後の1995年、ガバルドンは再び全豪オープンで活躍し、この年に多くの好成績を出した。3回戦で第15シードのロリ・マクニール（アメリカ）に 2-6, 6-3, 8-6 で競り勝ったガバルドンは、続く4回戦で第3シードのヤナ・ノボトナに 7-5, 6-0 で快勝したが、5年ぶり2度目の準々決勝でマリアン・ワーデル＝ウィットマイヤー（アメリカ）に 1-6, 2-6 で完敗した。それから、ガバルドンはウィンブルドンでも5年ぶり2度目の3回戦に勝ち進み、1回戦で第11シードのイバ・マヨリを破る勝利を挙げた。全米オープンでも初の3回戦に進んだガバルドンは、1996年1月にシングルスの世界ランキングを自己最高の「34位」に上げた。しかし、1996年全豪オープンでは1回戦で第5シードの伊達公子に敗れている。プロテニス選手の少ないメキシコで活躍してきたアンジェリカ・ガバルドンは、2000年4月に26歳で現役を引退した。選手引退後の彼女は、2007年に1年間フェドカップメキシコ代表監督を務めるなど、後進の育成に力を注いでいる。
メキシコはテニス選手が非常に少なく、当地最大の女子選手は1960年・1961年に全仏選手権で2年連続準優勝者になったヨラ・ラミレスである。それから30年後、ガバルドンが全豪オープンで2度のベスト8に進出し、世界ランキング34位までたどり着いたが、彼女の引退後はまだ世界的な逸材を見いだしていない。